# FC Lantana Tallinn
El FC Lantana Tallinn fou un club de futbol estonià de la ciutat de Tallinn.

## Història
Els colors originals eren el negre i el blanc a franges verticals, amb pantalons i mitjons negres, tot i que es canviaren a blau cel i blau reial a partir del 1998.
El 1993, Sergei Belov va comprar el KSK Vigri per fundar el FC Tevalte, el primer club de futbol professional privat d'Estònia. El club recentment format va retenir alguns dels jugadors joves amb més talent del Vigri i va fitxar tres jugadors clau del FC Norma: Andrei Borissov, Sergei Bragin i Eduard Vinogradov. A més, Tevalte va incorporar tres excampions de l'URSS amb el FC Zenit Saint Petersburg: Mikhail Biryukov, Sergey Kuznetsov, Vladimir Dolgopolov i el futur màxim golejador de tots els temps de la Meistriliiga, Maksim Gruznov. Cal destacar que Tevalte també va presentar els primers brasilers a la Mesitriliiga estoniana: Milton i Alberto Romualdo. Un partit abans del final de la temporada i mentre liderava la lliga a punts amb el FC Norma i el FC Flora, Tevalte va ser desqualificat per acusacions de manipulació de partits basades en queixes de quatre àrbitres de la Meistriliiga. El resultat de la temporada es va decidir finalment en un partit de play-off pel títol entre l'FC Flora i l'FC Norma, però, com a protesta per la desqualificació de l'FC Tevalte, el Norma va alçar els seus jugadors juvenils i va perdre el partit per 5-2.
Va jugar als estadis Viimsi Staadion i Kadrioru Staadion. Fou campió estonià les temporades 1995-96 i 1996-97.
El club era representatiu de la minoria russa a Estònia, i molts dels seus futbolistes eren russos que no podien jugar amb al selecció de futbol d'Estònia.
Va ser dissolt a finals del 1999. Després de la dissolució del FC Lantana, el propietari del club, Sergei Belov, que també va jugar al Lantana com a jugador, va jugar diversos partits amb el FC TVMK i el JK Narva Trans els anys 2000 i 2001. El 2010 va ser condemnat pel seu paper en el tràfic de drogues. El seu pare, Anatoli Belov, que va exercir de tècnic del FC Lantana durant la major part de la història del club, es va concentrar en entrenar el seu fill petit, Aleksei. Aleksei Belov va jugar per a diversos clubs de la Meistriliiga, com ara el FC Flora, el FC TVMK i el JK Narva Trans. Aleksei també va marcar 7 gols en 18 partits amb la selecció sub-19 d'Estònia.
Evolució del nom:
- 1992: FC Nikol
- 1994: FC Nikol-Marlekor
- 1995: FC Lantana-Marlekor
- 1996: FC Lantana

## Palmarès
- Lliga estoniana de futbol: (2)
  - 1995-96, 1996-97
- Supercopa estoniana de futbol: (1)
  - 1997-98

## Futbolistes destacats
- Andrei Krasnopjorov
- Maksim Gruznov
- Artur Kotenko
- Urmas Hepner
- Pavel Londak